# 沙登医院女护士长谋杀案
沙登医院女护士长谋杀案是于2019年5月15日被揭发的一起马来西亚谋杀案。2019年5月8日，一名在雪兰莪沙登医院工作的40岁女护士西蒂卡莉娜（Siti Kharina Mohd Kamarudin）开始无故旷工和没有返回宿舍。5月15日，她的尸体在赛城地区一间公寓单位内被发现。2020年7月16日，涉案的尼日利亚籍男子阿罗温罗被押往莎阿南高庭控谋杀罪名，被告否认有罪，案件择定于8月13日过堂。2021年8月24日，高庭法官宣判被告死刑。

## 背景
案发前，时年40岁的受害者西蒂卡莉娜（Siti Kharina Mohd Kamarudin）在沙登医院工作已有5年，其丈夫及3名女儿（年龄介于10至14岁）居住在森美兰，没有家庭纠纷。

## 审判
2020年7月16日，涉案的尼日利亚籍男子阿罗旺纳被押往莎阿南高庭控谋杀罪名，被告否认有罪，法官将案件择定于8月13日过堂，并于9月1、2、3、15、21及22日进行审讯。此案主控官为阿末纳兹因副检察司，辩护律师则为哈兹扎卡欣。
被告被控于2019年5月9日午夜12时41分及15日下午2时30分之间，在赛城Third Avenue公寓的一个单位抹杀茜蒂卡丽娜，触犯刑事法典302条文。一旦罪成，唯一刑法是死刑。
2021年8月4日，法官阿都卡林宣判，控方已在超越合理疑点下证明被告阿罗旺纳有罪，并判处其死刑。法官在判词中指出，被告供证时说他在2019年5月8日离开受害者的屋子，这点和赛城Third Avenue公寓的闭路电视录影有出入，录影显示被告在隔天9日才离开，并接着说：“所以，被告说5月8日已经没有跟受害者在一起，纯粹是否定事实。”“此外，辩方也没有对被告衣物上出现属于受害者的血迹和脱氧核糖核酸这一点，做出辩驳。”